# Peter Mönnig
Peter Mönnig (* 21. Februar 1955 in Köln) ist ein deutscher Bildhauer. Er lebt und arbeitet in seiner Heimatstadt und in Tiflis, Georgien.

## Leben
Nach dem Abitur in Köln studierte Mönnig von 1973 bis 1978 an der Kunstakademie Düsseldorf, unter anderem bei Fritz Schwegler, Irmin Kamp, Peter Kardia und Joseph Beuys. Parallel zum Meisterschülerbrief in der Bildhauerei erhielt er ein Stipendium für das Studio Programm des MoMA PS1 in New York City. Er war Co-Organisator der Real Estate Show und 1980 Mitbegründer der freien Galerie ABC No Rio. 1981 schloss er das Kunstwissenschaftsstudium bei Werner Spies (ebenfalls in Düsseldorf) ab. Von 1981 bis 1982 studierte er Post-Graduate mit dem DAAD am Royal College in London. 1982 folgte ein Arbeitsaufenthalt mit dem DFJW in Paris. Von 1986 bis 1988 war er Gastprofessor an der Kunstakademie Münster und 2018 an der Staatsakademie Tbilisi/Georgien, wo er das Curriculum der 3d Lehre revolutionierte. Heute ist Mönnig als freier Künstler und Kurator und Dozent  in Köln und Georgien tätig.

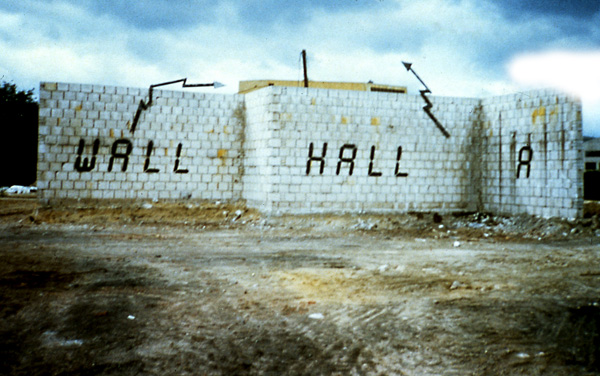

Mönnig ist Rotariermitglied und gründete 2008  für Rotary International die „Rotary Art Series“, die Kunst und Architektur an wechselnden Ausstellungsorten präsentiert, so Clegg & Guttmann 2011, Gilbert & George 2012,  Lawrence Weiner, Kati Faber mit einer Hommage an Lawrence Weiner 2010 und  den Schweizer Maler Thomas Huber 2009. Die fünfte Ausstellung der Art Series präsentierte im Mai 2013 Künstlerinnen, die die New Yorker Szene prägen. 2019 wurden die Arbeiten des Fotografen Victor Dahmen in seinem Studio am Bahnhof Köln-Ehrenfeld präsentiert. Die Erlöse kommen gemeinnützigen Zwecken zugute.
2015 wechselte er zur kulturellen Zusammenarbeit mit der 2012 eingerichteten „Peter-Moennig-Foundation“ privaten Rechts zum Tbilisi International Rotary Club. Mit dem Tbilisi Development Fund in Georgien werden jährlich in einem Wettbewerb Modelling the Future sechs Architektur- und Kunstpreise vergeben. Am nationalen St. Georgstag, dem 23. November, werden die Gewinner im Rathaus der Hauptstadt Tiflis vorgestellt. Der Siegerentwurf wird ausgeführt.

## Werk
Mönnig wurde Anfang der 1980er Jahre bekannt durch seinen Ansatz, systemtheoretische Konzepte für Installationen einzusetzen. Bekannt wurden seine World-Trade-Center-Arbeiten, sein Projekt mit Bogomir Ecker: Skulptur – Köln/Ehrenfeld, sowie das Wall-Hall-A während der internationalen Architekturausstellung 1986 am Potsdamer Platz in Berlin. Eine Einzelausstellung über den Beginn der Maschinenkultur Die Aegypter am Rhein fand 1994 im Regionalmuseum Xanten statt, die nach Göttingen, Krakau, Wuppertal und Jerusalem wanderte. Im selben Jahr in Buenos Aires die Präsentation auf über 2000 Quadratmetern im Museo Palais de Glace: Los Legendarios Tesoros de Europa (deutsch: Die sagenhaften Schaetze aus Europa). 1996 gab es eine Doppelausstellung Mönnigs im Kunstverein Tel Aviv und Jerusalems Anadiel Galerie. In der Kunsthalle Köln wurde auf 4000 m² 1997 eine große Retrospektive veranstaltet. Weiterhin präsentierte das Rheinische Landesmuseum die Schiffsarcheologie "Der Aufstieg der Titanic" im Jahr 2001.  Eine weitere Ausstellung war Ausgrabungen zur Pax Romana im Römisch-Germanischen Museum Köln.

## Ausstellungen
- 1978: „World Trade Center Works“, New York City
- 1980:  „The Real Estate Show“ ABC No Rio, New York
- 1982: Whitechapel Gallery, London
- 1988: Living Art Museum, Reykjavík, Island
- 1989: „De  Gele Rijder“, Arnhem, Niederlande
- 1994: „Die Ägypter am Rhein“, Archäologisches Museum Xanten
- 1994: „Los Legendarios Tesoros de Europa“ (Die sagenhaften Schätze Europas), Museo Palais de Glace, Buenos Aires
- 1996: „The Treasures Returned“, Kunstverein, Tel Aviv und Anadiel Galerie, Jerusalem, Israel
- 1997: „Ausstellung Peter Mönnig“, Kunsthalle Köln
- 2000: „Der Aufstieg der Titanic“, Rheinisches Landesmuseum Bonn
- 2003: „Döner, Lorbeer und Tumulte - Die Ausgrabungen zur Pax Romana“, Römisch-Germanisches Museum Köln.[5]
- 2008: „Die Tempel“, Kreuzkirche, Istanbul
- 2011/2012: „Le Musee Claude Lévi-Strauss present sa Collection Peter Moennig“, Institut Français, Köln
- 2014: „Downloads ‚Hommage a Walter Benjamin‘“, Michael Horbach Stiftung, Köln
- 2014: „The Real Estate Show“, James Fuentes Gallery, New York
- 2017: „The Real Estate Show Extended“ / Berlin" @ Kunstpunkt Berlin
- 2021: „More Store“, James Fuentes Gallery, New York
- 2023:,Body & Soul" / Museum Ostwall im Dortmunder U

## Auszeichnungen
- 1978: Ehrenplakette des Landkreises Köln
- 1982: Silversmith Award, Royal College London
- 1989: Vordemberge Kunstpreis der Stadt Köln
- 1995: Preis der Staatskanzlei Nordrhein-Westfalen für Tel-Aviv-Ausstellung
- 2014: Paul Harris Fellow von Rotary International Chicago (USA)
- 2016: Kulturpatenehrung durch die Oberbürgermeisterin der Stadt Köln
- 2016: Ehrenmitgliedschaft im Rotary Club Rustawi International

## Permanente Ausstellungen
- Museum vor Hedendaagse Kunst Antwerpen, Estate Gordon Matta Clark seit 1977
- Safn, Collection of Ragna and Petur Arason, Reykjavík seit 1990
- Rheinisches Landesmuseum Bonn, Permanente Ausstellung seit 2003, „Tempel im Bereich Macht & Mächte“